# The Journal of Caribbean Ornithology
The Journal of Caribbean Ornithology (ou J. Carib. Ornithol.) est une revue scientifique à comité de lecture spécialisée dans le domaine de l'ornithologie. Cette revue de la Society for the Conservation and Study of Caribbean Birds (devenue BirdsCaribbean) publie, depuis 2003, des articles couvrant tous les aspects de recherche – biologie, écologie, éthologie, historique et de protection – sur les oiseaux de la région de la Caraïbe.
Elle fait suite à El Pitirre (volume 1 à 16), la lettre périodique de cette société savante publiée à partir de 1988.